# Murukku

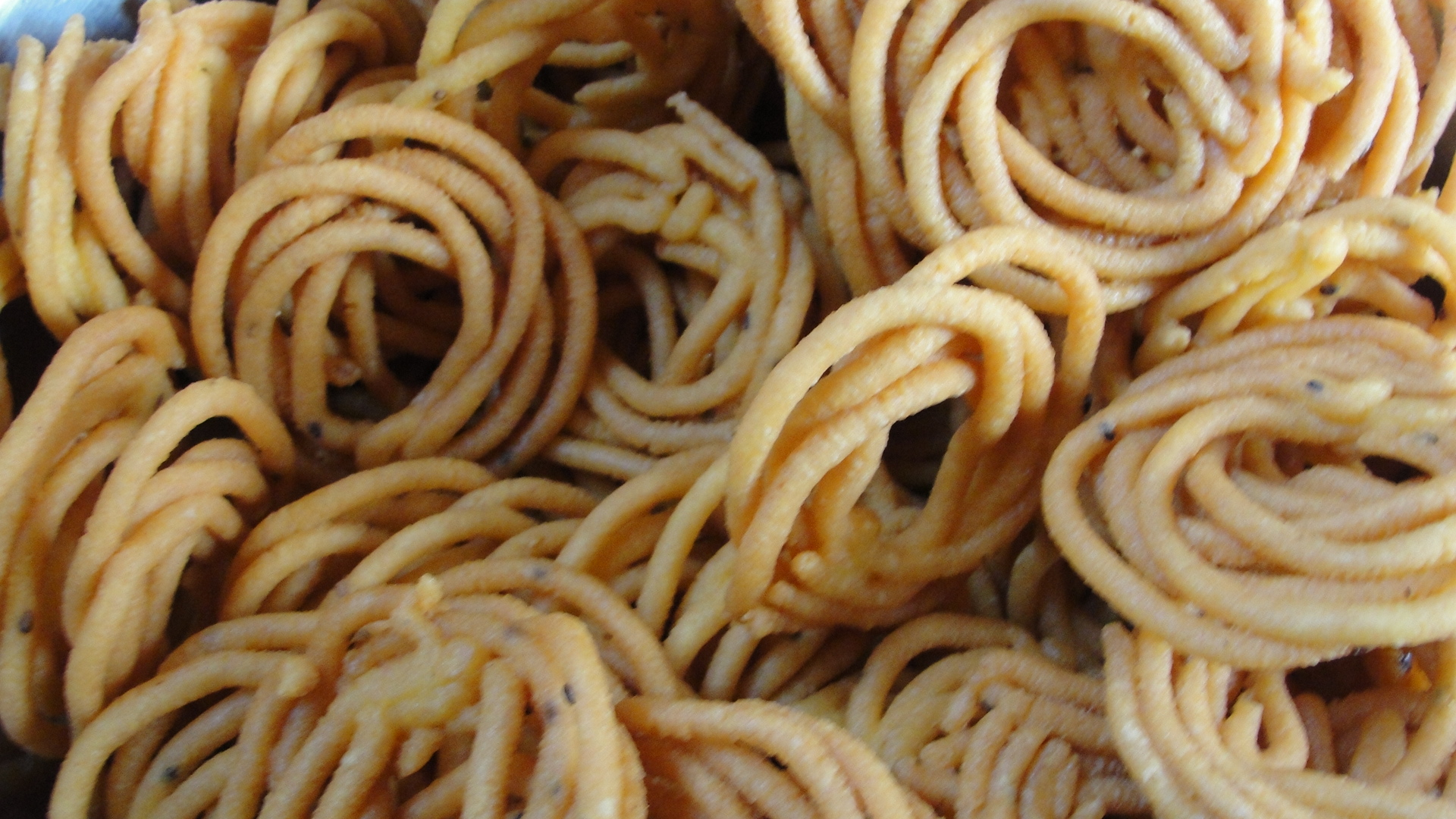
Murukku

Murukku – potrawa kuchni południowoindyjskiej, tradycyjna przekąska występująca na obszarach zamieszkanych przez Tamilów.
Jej nazwa pochodzi od tamilskiego czasownika oznaczającego „skręcać”. Ma charakterystyczny, spiralny kształt, niekiedy przypominający śrubę. Uformowanie ciasta w pożądany sposób wymaga często znacznej wprawy. Przygotowywana z reguły z mąki ryżowej, z dodatkiem przypraw i soli. Suszona w cieniu, smażona jest w głębokim oleju. Gotowe murukku ma złocistobrązową barwę i jest chrupiące. 
Stanowi przysmak o długiej tradycji i historii, wytwarzana często przez małe domowe przedsiębiorstwa. Jej produkcja zapewnia współcześnie zatrudnienie tysiącom kobiet, czyniąc z murukku podstawę kwitnącej gałęzi branży kulinarnej w Tamilnadu. Manapparai, niewielkie miasteczko w dystrykcie Tiruchirapalli, jest szczególnie znane z produkcji murukku. Tamilski rząd stanowy wystąpił w związku z tym do rządu federalnego o przyznanie tam potrawie statusu produktu regionalnego.
Występuje w rozmaitych wersjach i wariantach. Podawana podczas spotkań świątecznych, choćby podczas Diwali, Pongal czy świąt Bożego Narodzenia. Zdobyła również popularność w Kerali i Karnatace oraz Andrze Pradesh.